# Otakar Vávra
Pour les articles homonymes, voir Vávra.
Otakar Vávra, né le 28 février 1911 à Königgrätz, Autriche-Hongrie et mort le 15 septembre 2011 à Prague, République tchèque, est un réalisateur, scénariste et pédagogue tchèque.

## Biographie
Dans sa longue carrière, Otakar Vávra réalisa 53 films et documentaires.
Il est né dans la famille d'Alois Vávra (1866– ??), directeur de la société générale de crédit à Hradec Králové, et de son épouse Marie, née Beiglová (1878– ??). Ses parents se sont mariés à Hradec Králové le 11 février 1902, moins d'un mois avant la naissance de son frère aîné, écrivain et scénariste Jaroslav Raimund Vávra (cs).
Il apprit l'architecture à Brno et à Prague. En 1929 et 1930, alors qu'il étudiait encore, il collabora à la réalisation de plusieurs documentaires, dont Svetlo proniká tmou (La lumière pénètre l'obscurité) en 1931. Les courts métrages suivants Zijeme v Praze (Nous vivons à Prague) et Novembre sont également des films expérimentaux. Il fit de la réalisation sa profession à partir de 1937, année où il conçut l'Mravnost nade vše (La Morale au dessus de tout).
Sous le régime nazi, il se concentra essentiellement sur la réalisation de films psychologiques politiquement neutres. Pour son travail, il reçut le prix d'État du Bouclier d'honneur du Protectorat de Bohême et de Moravie avec l'Aigle de Saint-Venceslas, pour lequel il sera ensuite vivement critiqué : « Si je n'avais pas accepté l'Aigle de Saint-Venceslas, je me serais retrouvé sur le site d'exécution de Kobylisy le soir ».
Il fut adhérent du Parti communiste à partir de 1945. En 1946, son film Le Bachelier malicieux est un des 44 long-métrages sélectionnés pour participer au tout premier Festival de Cannes, qui a alors lieu en automne.
Le 25 février 1948, lors du coup de Prague, il signa un appel au renseignement pro-communiste[pas clair], étape en faveur du coup d'état communiste.
Au cours des années 1960, son œuvre obtient une certaine reconnaissance internationale.  En 1965, son film  La Reinette d'or (Zlatá reneta), une méditation sur le temps qui passe,  reçoit la Coquille d'or lors du Festival international du film de Saint-Sébastien, ex aequo avec le film américain Mirage du metteur en scène Edward Dmytryk.  En 1967, le drame sentimental Romance pour un clairon récolte le Prix d'argent spécial lors du 5e festival international du film de Moscou. Puis Le Marteau des sorcières, film historique traitant du fanatisme religieux, se distingue au festival de Mar del Plata, en 1970.  Le film sera cependant peu diffusé en Tchécoslovaquie.
En 2001, il reçut le Lion tchèque pour sa contribution de toute une vie au cinéma tchèque et le Prix de la contribution artistique exceptionnelle au cinéma mondial au Festival du film de Karlovy Vary, et en 2004 la Médaille du mérite. Il a été récompensé par pratiquement tous les systèmes politiques qu'il a traversés, nazis, communistes et démocrates.
Il a eu un fils de son premier mariage. Son frère aîné Jaroslav Raimund Vávra était également co-auteur du scénario du film Krakatit. Son partenaire de longue date jusqu'à la fin de sa vie fut le réalisateur Jitka Němcová, de près de 40 ans son cadet.
Il est décédé le 15 septembre 2011, des complications postopératoires d'une fracture du cou.
Il fut le professeur de mise en scène d'Emir Kusturica à la FAMU.

## Filmographie partielle
- 1934 : Zijeme v Praze (documentaire)
- 1936 : Le Chameau par le chas d'une aiguille (Velbloud uchem jehly)
- 1937 : Virginité (cs) (Panenství)
- 1946 : Le Bachelier malicieux (Nezbedný bakalár)
- 1954 : Jan Hus
- 1955 : Jan Žižka
- 1957 : Contre tous (Proti všem)
- 1965 : Zlatá reneta
- 1967 : Romance pour un clairon (Romance pro křídlovku (cs))
- 1969 : Le Marteau des sorcières
- 1973 : Dny zrady (cs)

## Sources de la traduction
- (en) Cet article est partiellement ou en totalité issu de l’article de Wikipédia en anglais intitulé « Otakar Vávra » (voir la liste des auteurs).